# IV. zona nogometnog prvenstva NR Hrvatske 1948./49.
IV. zona nogometnog prvenstva NR Hrvatske (također i Četvrta zona Dalmacije i Like, Nogometno prvenstvo Dalmacije)  je predstavljalo ligu četvrtog stupnja nogometnog prvenstva Jugoslavije i drugog na području Hrvatske u sezoni 1948./49. 

Sudjelovalo je šest klubova s područja Dalmacije i Like je osvojila "Dinara" iz Knina, koja se dalje plasirala u kvalifikacije za Hrvatsku ligu.

## Ljestvica
| mj. | klub             | ut. | pob. | ner. | por. | gol+ | gol- | bod |
| --- | ---------------- | --- | ---- | ---- | ---- | ---- | ---- | --- |
| 1.  | Dinara Knin      | 10  | 8    | 0    | 2    | 29   | 12   | 16  |
| 2.  | Zmaj Makarska    | 10  | 5    | 3    | 2    | 24   | 12   | 13  |
| 3.  | Neretva Metković | 10  | 5    | 3    | 2    | 21   | 12   | 13  |
| 4.  | Jug Dubrovnik    | 10  | 4    | 3    | 3    | 23   | 12   | 11  |
| 5.  | Radnik Gospić    | 10  | 1    | 2    | 7    | 9    | 38   | 4   |
| 6.  | Cement Solin     | 10  | 1    | 1    | 8    | 10   | 30   | 3   |

- "Radnik" iz Gospića je u prvom dijelu prvenstva igrao pod nazivom "Sloboda"

## Rezultatska križaljka
| kratica | klub                      | CEM | DIN | JUG | NER | RAD | ZMAJ |
| --- | ------------------------- | --- | --- | --- | --- | --- | ---- |
| CEM | Cement Solin              |     |     |     |     |     |      |
| DIN | Dinara Knin               |     |     |     |     |     |      |
| JUG | Jug Dubrovnik             |     |     |     |     |     |      |
| NER | Neretva Metković          |     |     |     |     |     |      |
| RAD | Radnik / Sloboda (Gospić) |     |     |     |     |     |      |
| ZMAJ | Zmaj Makarska             |     |     |     |     |     |      |
| |                           |     |     |     |     |     |      |
| podebljan rezultat - utakmice od 1. do 5. kola (1. utakmica između klubova) rezultat normalne debljine - utakmice od 6. do 10. kola (2. utakmica između klubova) rezultat nakošen - nije vidljiv redoslijed odigravanja međusobnih utakmica iz dostupnih izvora rezultat nakošen i smanjen * - iz dostupnih izvora nije uočljiv domaćin susreta prekrižen rezultat - poništena ili brisana utakmica p - utakmica prekinuta 3:0 p.f. / 0:3 p.f. - rezultat 3:0 bez borbe |                           |     |     |     |     |     |      |

 Izvori: 